# Кристиан Корреа Дионисио
Кристиан Корреа Дионисио (порт.-браз. Christian Corrêa Dionisio) или просто Кристиан (порт.-браз. Christian; родился 23 апреля 1975 года, Порту-Алегри, Бразилия) — бразильский футболист, который играл на позиции нападающего.

## Футбольная карьера
Кристиан родился в Порту-Алегри, Риу-Гранди-ду-Сул, и начал свою спортивную карьеру в клубе из родного города «Интернасьонал», и всего в 17 лет перешёл в португальский клуб «Маритиму», после чего в следующие два сезона представлял ещё двух середняков высшего дивизиона.
В 1996 году он вернулся в «Интернасьонал», где его выступления помогли ему, в конце концов, попасть в сборную Бразилии, и он выиграл с командой Кубок Америки по футболу 1999, проведя 17 минут в матче с Чили на групповом этапе (победа 1:0) и 10 — против Аргентины в четвертьфинале (2:1), в конечном итоге он подписал контракт с «Пари Сен-Жермен».
В столичном клубе, однако Кристиан не заиграл и был продан в «Бордо», который, в свою очередь, отдавал его в аренду «Палмейрасу» и «Галатасараю», прежде чем уволить в июне 2003 года. За следующие два года в «Гремио» он с клубом едва избежал вылета в Серию B в первом сезоне, но команда заняла последнее место в следующем.
Впоследствии Кристиан представлял «Омия Ардия», «Сан-Паулу», «Ботафого», «Жувентуде» и «Коринтианс», вернувшись в «Интернасьонал» в начале 2007 года. В следующем году он присоединился к «Португеза Деспортос», затем перешёл в мексиканскую «Пачуку», вернувшись обратно в «Португезу» вскоре после того, как клуб оказался во втором дивизионе. Кристиан завершил карьеру в 2011 году, выступая за «Пелотас».